# Hessenfliege
Die Hessenfliege (Mayetiola destructor), auch Hessenmücke, Roggengallmücke oder Getreideverwüster genannt, gehört zur Familie der Gallmücken (Cecidomyiidae) und ist einer der wichtigsten Schädlinge im Getreide-Anbau, insbesondere an Weizen, Gerste und Roggen. Anders als für Gallmücken typisch, erzeugen ihre Larven keine Gallen, sondern parasitieren in den Halmen von Gräsern (Getreide und Wildgräser).
Thomas Jefferson beschrieb die Hessenfliege erstmals 1792, und Thomas Say gab ihr den wissenschaftlichen Namen 1817.

## Merkmale
Die Hessenfliege ist 2,7 bis 3,7 Millimeter lang, samtschwarz, am Bauch, zwischen den Hinterleibsringen und auf einer Mittellinie des Rückens blutrot und an den Fühlern rötlich gelb behaart. Die Flügel erscheinen durch kurze Härchen grau. Die Beine sind sehr lang. Das viel seltenere Männchen ist drei Millimeter lang, weniger intensiv gefärbt und rötlichgelb und nur an den Flügeln schwarz behaart.

## Entwicklung
In Mitteleuropa erscheinen die erwachsenen Tiere Ende April bis Anfang Mai. Die dunklen Weibchen legen über zwei bis drei Tage etwa 150 bis 300 braunrote, walzenförmige, 0,3 Millimeter lange Eier einzeln oder in kleinen Gruppen auf der Blattoberfläche der Wirtspflanze ab. Nach etwa fünf Tagen schlüpfen die Larven und dringen zwischen Halm und Blattscheide in die Wirtspflanze ein. Sie sondern ein Speichelsekret ab, welches die Zellwände der Pflanzen auflöst, und saugen den Saft auf. Die Pflanze reagiert über der Saugstelle mit Vergilbungserscheinungen, vertrocknet oder verfault. Bei starkem Wind erfolgt ein Bruch des Halmes oberhalb der befallenen Stellen. Nach etwa vier Wochen verpuppen sich die Larven an der Saugstelle. Ende Juli erscheint die zweite Generation der Mücken. Die Tiere überwintern als Vorpuppe im Halm oder im Boden. Unter idealen klimatischen Bedingungen (außerhalb Europas) können bis zu fünf Generationen in einem Jahr gebildet werden.

## Vorkommen
Ursprünglich aus Asien stammend, wurde sie mit dem Getreideanbau zunächst nach Europa und von dort aus nach Nordamerika, Neuseeland und Australien verschleppt. Der Name „Hessian Fly“ wurde der Mücke in Nordamerika gegeben. Man nahm fälschlicherweise an, dass sie mit dem Schlafstroh hessischer Söldnertruppen während der Kämpfe zur Zeit der amerikanischen Unabhängigkeitsbewegung (1775–83) über den Atlantik kam.